# Geotrupes meridionalis
Geotrupes meridionalis is een keversoort uit de familie mesttorren (Geotrupidae). De wetenschappelijke naam van de soort werd in 1805 gepubliceerd door Ambroise Marie François Joseph Palisot de Beauvois.